# Jaime Bayarri
Jaime Bayarri i Vendrell (Barcelona, 11 de gener de 1931) és un ajudant de direcció, guionista i director de cinema català.

## Carrera professional
Jaime Bayarri va començar al cinema com a meritori l'any 1958. Combina els estudis amb un treball de secretari de rodatge als estudis d'Iquino a la capital catalana. Entre els anys seixanta i setanta va rodar diferents pel·lícules nacionals i internacionals com a ajudant de direcció. S'inicià com a director l'any 1976 amb la continuació de El libro del buen amor I que va rodar anys abans com a ajudant de direcció. El libro del buen amor II volia mantenir l'èxit aconseguit per la seva predecessora, però no va ser així. Als anys vuitanta va realitzar diferents documentals per a TVE.

## Filmografia

### Director
- 1976: El libro de buen amor II
- 1980: Semilla de muerte
- 1981: Neumonía erótica y pasota

### Guionista
- 1966: En Andalucía nació el amor
- 1976: El libro de buen amor II
- 1980: Semilla de muerte
- 1981: Neumonía erótica y pasota

### Ajudant de direcció
- 1962: Cupido contrabandista
- 1962: Escuela de seductoras
- 1962: Horizontes de luz
- 1962: L'amore difficile
- 1962: Todos eran culpables
- 1963: Los invencibles
- 1964: Aquella joven de blanco
- 1964: Escala en Tenerife
- 1966: En Andalucía nació el amor
- 1966: Las 7 magnificas
- 1966: Una chica para dos
- 1967: El filo del miedo
- 1967: Órbita mortal
- 1969: La brigada de los condenados
- 1969: Sin aliento
- 1970: La larga agonía de los peces fuera del agua
- 1970: La otra residencia
- 1970: Llega Sartana
- 1970: Los extremeños se tocan
- 1971: Cobras humanas
- 1971: El bandido Malpelo
- 1971: Kill! (Matar)
- 1971: La máscara de cuero
- 1972: Guapo heredero busca esposa
- 1972: Yo los mato, tú cobras la recompensa
- 1973: La corrupción de Chris Miller
- 1974: Mi hijo no es lo que parece
- 1974: Un curita cañón
- 1974: Una pareja... distinta
- 1975: La encadenada
- 1976: La casa